# Dike (Iowa)
Dike és una població dels Estats Units a l'estat d'Iowa. Segons el cens del 2000 tenia 944 habitants.

## Demografia
Segons el cens del 2000, Dike tenia 944 habitants, 379 habitatges, i 275 famílies. La densitat de població era de 280,4 habitants per km².
Dels 379 habitatges en un 33% hi vivien nens de menys de 18 anys, en un 63,6% hi vivien parelles casades, en un 6,3% dones solteres, i en un 27,2% no eren unitats familiars. En el 24,5% dels habitatges hi vivien persones soles el 10,6% de les quals corresponia a persones de 65 anys o més que vivien soles. El nombre mitjà de persones vivint en cada habitatge era de 2,49 i el nombre mitjà de persones que vivien en cada família era de 2,97.
Per edats la població es repartia de la següent manera: un 25,7% tenia menys de 18 anys, un 8,2% entre 18 i 24, un 26,9% entre 25 i 44, un 24,9% de 45 a 60 i un 14,3% 65 anys o més.
L'edat mediana era de 38 anys. Per cada 100 dones de 18 o més anys hi havia 95,8 homes.
La renda mediana per habitatge era de 65.750 $ i la renda mediana per família de 55.518 $. Els homes tenien una renda mediana de 45.000 $ mentre que les dones 28.321 $. La renda per capita de la població era de 20.532 $. Entorn del 2,2% de les famílies i el 4,7% de la població estaven per davall del llindar de pobresa.

## Poblacions més properes
El següent diagrama mostra les poblacions més properes.